# De Vlaamse Leeuw
De Vlaamse leeuw (‘El lleó flamenc’) és l'himne oficial de Flandes des del 6 de juliol de 1973. El 1985 se'n va modernitzar i fixar la lletra. La cançó, escrit per un teatre amateur de Gant, probablement el 1845, des de la primeria del segle xx ja s'havia convertit a poc a poc en l'himne oficiós del moviment flamenc. Si el lloc de naixement i la paternitat de la cançó són fora de dubte, diverses entitats gantenques encara disputen sobre qui i quan la van estrenar.

## Història i antecedents

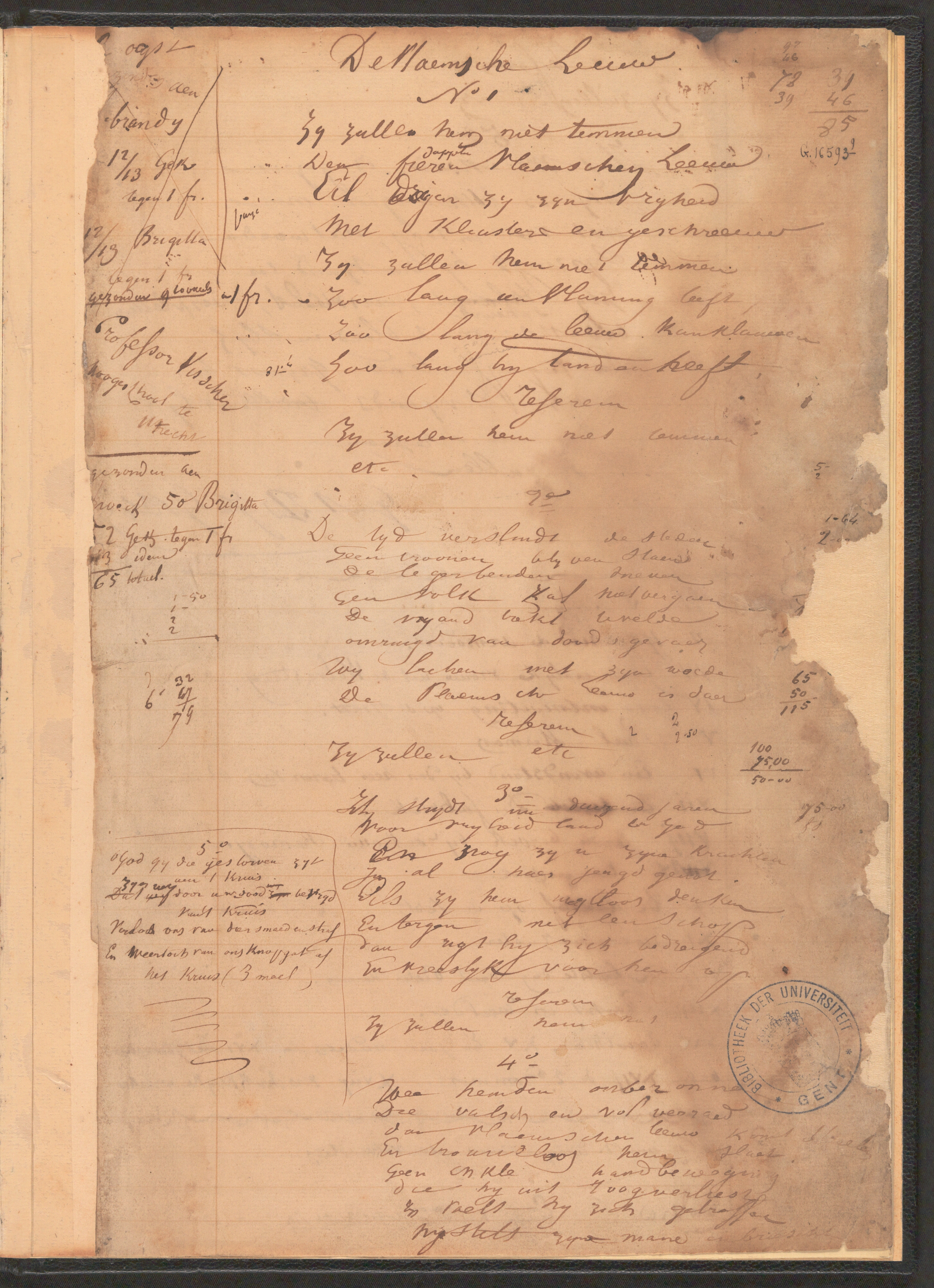
Manuscrit de la primera lletra, conservat a la biblioteca de la Universitat de Gant

La lletra és un poema del metge de capçalera i dramaturg Hippoliet Van Peene (1811–1864) escrit el 1845, inspirat pel poema Der Deutsche Rhein (‘El Rhin alemany’) de Nikolaus Becker (1809-1845). Va ser musicat pel seu nebot valencià, el compositor llavors desconegut Karel Miry (1823–1889). Ambdós feien teatre amb el grup amateur Broedermin en Taalijver (‘fraternitat i acció per la llengua’) a Gant, una associació proflamenca, liberal i anticlerical.
Els enemics vilipendiats en la cançó eren, en aquell moment, els «maleïts francesos» amb llurs idees revolucionàries. La burgesia urbana del jove estat belga (1830), temia greument una annexió per França o un moviment republicà. Tenien clar que la defensa de la llengua neerlandesa seria desesperada en un estat jacobí francès, i en aquest context, l'estat belga era considerat un mal menor. Fins al punt que, el 1849, en feren una versió per a donar la benvinguda al rei Leopold I, amb totes les dificultats de trobar una paraula neerlandesa que rimés amb ‘Leopold’.
De Vlaamse Leeuw conté elements freqüents en molts himnes: enemics tremolosos i cadenes segades, amb un to d'hora greu i melodrama. El 1837, el poeta J. Nolet de Brauwere desenvolupà la imatge del lleó encadenat com símbol de Flandes, en un poema «De Leeuw van Vlaanderen» dedicat a l'escriptor Hendrik Conscience (1812-1883) amb molts sentiments romàntics: «Hi jeia estirat, encadenat, no deia res, però callat feia plans, s'esmolava les urpes escurçades al ferro de les manilles. […] De sobte ha trencat les manyoteres, n'ha llençat els trossos a la cara del tirà foraster. Li ha arpat la ronyonada i el tro del seu crit salvatge ressona.» No era només el lleó de l'escut del comtat de Flandes, el lleó del monument de Waterloo comemorant la desfeta de Napoleó inspirava igualment poemes per amonestar França; les vel·leïtats d'annexionar Bèlgica toparien irremeiablement amb la resistència del lleó feroç «Que no, que no, vosaltres els gals, no fareu caure el lleó de la pàtria, podeu baladrejar com vulgueu». L'obra conté metàfores de texts històrics des del segle xiv que inspiraren Conscience però, encara més, diversos textos del ducat de Brabant del segle xiii amb el cridaner «Cant del lleó» de Jan van Boendale i, d'altra banda, els esdeveniments polítics internacionals de 1840, amb la literatura de combat alemanya i francesa sobre la conquesta del Rin —que han donat a Van Peene les imatges del seu «Lleó flamenc».

## Lletra
| «                                                        | Zij zullen hem niet temmen, de fiere Vlaamse Leeuw, Al dreigen zij zijn vrijheid met kluisters en geschreeuw. Zij zullen hem niet temmen, zolang een Vlaming leeft, Zolang de Leeuw kan klauwen, zolang hij tanden heeft. tornada: Zij zullen hem niet temmen, zolang een Vlaming leeft, Zolang de Leeuw kan klauwen, zolang hij tanden heeft.(bis) De tijd verslindt de steden, geen tronen blijven staan De legerbenden sneven, een volk zal nooit vergaan. De vijand trekt te velde, omringd van doodsgevaar. Wij lachen met zijn woede, de Vlaamse Leeuw is daar. tornada: Ze zullen hem niet temmen… | No el domaran mai, l'orgullós lleó flamenc Ni si n'amenacen la llibertat amb cadenes i crits. No el domaran mai, mentre visqui un flamenc, Mentre el lleó pugui arpar i tingui dents. tornada: No el domaran mai, mentre visqui un sol flamenc Mentre el lleó pugui arpar, mentre tingui dents. (bis) El temps devora les ciutats, cap trona queda dempeus Els exèrcits poden caure, però un poble mai morirà. L'enemic marxa a la guerra, envoltat de perill mortal. Riem de la seva ràbia, el lleó flamenc és prest! tornada: No el domaran mai… | » |
| — Hippoliet van Peene (lletra) Karel Miry (Música), 1845 | | |   |

Fins aqui les dues estrofes de la versió oficial. L'original en tenia moltes més, i la darrera estrofa original de mitjan segle xix, fa molt de temps que ningú no la coneix ni la canta:
| « | Het wraeksein is gegeven, hÿ is hun tergen moe Met vuer in 't oog.; met woede, springt hy den vyand toe Hÿ scheurt, vernielt, verplettert, bedekt met bloed en slÿk En zegepralend grÿnst hÿ op 's vÿands trillend lÿk. tornada: Ze zullen hem niet temmen… | Ha sonat el senyal de la venjança, fart de provocacions Amb foc als ulls, amb ràbia, ataca l'enemic Arrenca, destrossa, aixafa, cobert de sang i fang Somriu triomfal damunt el cadàver tremolós de l'enemic. tornada: No el domaran mai… | » |

## Música
El Conservatori Reial de Gant conserva un autògraf de Miry, un temps s'ha considerat erròniament com la versió original. Tanmateix, data de 1870, i és un arranjament molt tardà per a cor a tres veus, que també manca del característic ritme puntejat. L'acompanyament del piano va ser l'element feble de la composició de Miry. El compositor Jef Van Hoof (1886-1959) en va compondre una versió millorada el 1912. L'himne té el típic caràcter de marxa com es troba en «la Marsellesa» (combinació major-menor) o de la «Brabançonne».